# Erika Kraft
Erika Franziska Kraft, później Terry (ur. 18 listopada 1931 w Monachium, zm. 4 marca 2003 w Chapel Hill) – niemiecka łyżwiarka figurowa reprezentująca RFN, startująca w konkurencji solistek. Uczestniczka igrzysk olimpijskich (1952), uczestniczka mistrzostw świata i Europy, mistrzyni RFN (1951).

## Osiągnięcia
| Zawody               | 1950           | 1951           | 1952           |                |                |                |                |                |                |                |                |                |                |                |                |                |                |
| Międzynarodowe       | Międzynarodowe | Międzynarodowe | Międzynarodowe | Międzynarodowe | Międzynarodowe | Międzynarodowe | Międzynarodowe | Międzynarodowe | Międzynarodowe | Międzynarodowe | Międzynarodowe | Międzynarodowe | Międzynarodowe | Międzynarodowe | Międzynarodowe | Międzynarodowe | Międzynarodowe |
| -------------------- | -------------- | -------------- | -------------- | -------------- | -------------- | -------------- | -------------- | -------------- | -------------- | -------------- | -------------- | -------------- | -------------- | -------------- | -------------- | -------------- | -------------- |
| Igrzyska olimpijskie |                |                | 10             |                |                |                |                |                |                |                |                |                |                |                |                |                |                |
| Mistrzostwa świata   |                | 14             |                |                |                |                |                |                |                |                |                |                |                |                |                |                |                |
| Mistrzostwa Europy   |                |                | 4              |                |                |                |                |                |                |                |                |                |                |                |                |                |                |
| Krajowe              |                |                |                |                |                |                |                |                |                |                |                |                |                |                |                |                |                |
| Mistrzostwa RFN      | 2              | 2              | 1              |                |                |                |                |                |                |                |                |                |                |                |                |                |                |